# Табак-Сар
Табак-Сар (перс. طبق سر) — село в Ірані, у дегестані Масаль, в Центральному бахші, шагрестані Масал остану Ґілян. За даними перепису 2006 року, його населення становило 194 особи, що проживали у складі 44 сімей.

## Клімат
Середня річна температура становить 17,20°C, середня максимальна – 32,71°C, а середня мінімальна – 2,34°C. Середня річна кількість опадів – 589 мм.
| Клімат поселення                              | Клімат поселення | Клімат поселення | Клімат поселення | Клімат поселення | Клімат поселення | Клімат поселення | Клімат поселення | Клімат поселення | Клімат поселення | Клімат поселення | Клімат поселення | Клімат поселення | Клімат поселення |
| Показник                                      | Січ.             | Лют.             | Бер.             | Квіт.            | Трав.            | Черв.            | Лип.             | Серп.            | Вер.             | Жовт.            | Лист.            | Груд.            |                  |
| Середній максимум, °C                         | 11,22            | 11,89            | 14,86            | 20,69            | 25,05            | 29,86            | 32,71            | 32,16            | 29,26            | 24,12            | 18,58            | 14,10            |                  |
| Середня температура, °C                       | 6,80             | 7,46             | 10,42            | 16,25            | 20,61            | 25,42            | 27,46            | 26,92            | 24,00            | 18,90            | 13,32            | 8,84             |                  |
| Середній мінімум, °C                          | 2,34             | 3,02             | 5,98             | 11,81            | 16,17            | 20,98            | 22,21            | 21,67            | 18,75            | 13,62            | 8,08             | 3,59             |                  |
| Норма опадів, мм                              | 64               | 52               | 51               | 25               | 21               | 16               | 19               | 34               | 57               | 89               | 83               | 78               |                  |
| Середньомісячна швидкість вітру, м/с          | 1.90             | 2.40             | 2.40             | 2.36             | 2.44             | 2.75             | 2.65             | 2.30             | 2.17             | 1.90             | 1.90             | 2.03             |                  |
| Середньомісячна сонячна радіація, кДж/м²·день | 8253             | 10428            | 12557            | 15584            | 19904            | 21582            | 21590            | 19541            | 15987            | 12187            | 9407             | 7774             |                  |
| --------------------------------------------- | ---------------- | ---------------- | ---------------- | ---------------- | ---------------- | ---------------- | ---------------- | ---------------- | ---------------- | ---------------- | ---------------- | ---------------- | ---------------- |
| Джерело:                                      |                  |                  |                  |                  |                  |                  |                  |                  |                  |                  |                  |                  |                  |